# Жаркова, Ольга Николаевна
О́льга Никола́евна Жарко́ва (род. 11 января 1979, Москва) — российская кёрлингистка, заслуженный мастер спорта, участница двух зимних Олимпийских игр (2002 и 2006), чемпионка Европы 2006 года, многократная чемпионка России среди женщин.

## Биография
В детстве Ольга Жаркова занималась баскетболом, но в 17-летнем возрасте перешла в кёрлинг в ЭШВСМ «Москвич» (тренер — Ольга Андрианова).
В 1999 году Жаркова впервые стала чемпионкой России в составе московского «Динамо» (скип Нина Головченко). Всего же на счету Ольги 10 чемпионских титулов российского первенства, выигранных в составе различных команд клуба «Москвич». Из этого числа 8 раз Жаркова становилась победителем чемпионата России в качестве скипа. По этому показателю она является рекордсменкой в отечественном кёрлинге. С 2012 по 2014 выступала за калининградский «Альбатрос», который на трёх подряд первенствах страны приводила к медалям. В 2015 «Альбатрос» был распущен и команда в полном составе переехала в Краснодарский край, команду которого Жаркова приводила к «бронзе», затем «серебру», а в 2017 — к золотым наградам национального первенства.
В декабре 1999 года Ольга Жаркова дебютировала в национальной сборной России и до 2009 года входила в её состав, с 2001 по 2004 выступая на позиции скипа. За это десятилетие она приняла участие в двух зимних Олимпиадах, семи чемпионатах мира, 11-ти чемпионатах Европы, а также в зимней Универсиаде 2003 года, на которой ведомая ей команда выиграла золотые медали. Кроме того на счету Жарковой титул чемпионки Европы 2006, где она выполняла функции вице-скипа.
С 2010 года Ольга Жаркова работала в должности генерального менеджера Оргкомитета «Сочи-2014» по проведению олимпийского турнира по кёрлингу. В настоящее время — генеральный секретарь Федерации кёрлинга России.
Жаркова с отличием закончила Московскую государственную академию тонкой химической технологии имени М. В. Ломоносова, а также Московскую академию физической культуры.
16 июля 2010 года Ольге Жарковой было присвоено звание заслуженный мастер спорта России. Кроме неё это же почётное спортивное звание было присвоено и Нкеируке Езех. Обе спортсменки стали первыми заслуженными мастерами спорта России по кёрлингу.

## Клубная карьера
- 1999 — «Динамо» (Москва);
- 2000—2010 — команды клуба «Москвич» («Москвич», «Москвич»-1, «Москва»);
- 2012—2014 — «Альбатрос» (Калининград);
- с 2015 — Краснодарский край (Сочи).

## Достижения

### Со сборными
- Чемпионка Европы 2006;
- Участница чемпионатов Европы 1999—2009.
- Участница чемпионатов мира 2001—2003, 2005, 2007—2009.
- Двукратная участница Олимпийских игр — 2002, 2006.
- Чемпионка зимней Универсиады 2003 в составе студенческой сборной России;

### С клубами
- 12-кратная чемпионка России[5] — 1999, 2001, 2002, 2003, 2004, 2005, 2007, 2008, 2009, 2010, 2017, 2021 (с 2002 — в качестве скипа).
  - трёхкратный серебряный призёр чемпионатов России — 2000, 2014, 2016, 2019;
  - трёхкратный бронзовый призёр чемпионатов России — 2012, 2013, 2015;
- двукратный обладатель Кубка России среди женщин — 2007, 2009;
  - серебряный призёр Кубка России среди женщин 2013;
  - бронзовый призёр Кубка России среди женщин 2024;
- чемпион России среди смешанных команд (2010).
  - серебряный призёр чемпионата России среди смешанных команд (2016);
  - двукратный бронзовый призёр чемпионата России среди смешанных команд (2009, 2017);
- бронзовый призёр Кубка России среди смешанных команд 2011;
- чемпион России среди смешанных пар (2007).